# Bertil Aldman
Sven Bertil Aldman, född 26 augusti 1925 i Kumla, död 13 oktober 1998 i Göteborg, var en svensk läkare och professor i trafiksäkerhet. 

## Biografi
Aldman blev medicine licentiat vid Karolinska institutet i Stockholm 1953. Han innehade olika läkarförordnanden 1950–1963, blev medicine doktor i Stockholm 1963, var docent i medicinsk trafiksäkerhetsforskning vid Karolinska institutet 1963–1972, laborator vid statens trafiksäkerhetsråd 1964–1971, vid statens väg- och trafikinstitut 1971–1972 och professor i trafiksäkerhet vid Chalmers tekniska högskola 1972–1991. Han är framför allt känd för utvecklingen av bland annat bilbälten, bakåtvända barnstolar och krockkuddar, för vilket han belönades med KTH:s stora pris 1992. Bertil Aldman är gravsatt i minneslunden på Billdals kyrkogård i Göteborg.

### Familj
Bertil Aldman var son till grosshandlare Joel Aldman och bror till Arne Aldman.